# 틴득
틴득(베트남어: Thịnh Đức / 盛德 성덕 / 1653년 2월 ~ 1658년 2월)은 베트남 후 레 왕조(後黎朝) 신종(神宗) 레 주이 끼(黎維祺)가 복위 한 후에 사용한 두번째 연호이자 다섯번째 연호이다.
- 찐 주 군주(섭정) : 찐짱(鄭梉) → 찐딱(鄭柞)
- 응우옌 주 군주 : 응우옌 푹 떤(阮福瀕)
- 버우 주 군주 : 부꽁득(武公悳)

## 개원
- 카인득(慶德) 5년(1653년) 2월에 연호를 틴득(盛德)으로 개원함.[1][2]

- 틴득(盛德) 6년(1658년) 2월에 연호를 빈토(永壽)로 개원함.[1][2]

## 연대 대조표
| 틴득 | 서기 (西紀) | 간지 (干支) | 막 왕조 연호 (까오방 정권) | 응우옌 주 기년 | 남명 연호      |
| 원년 | 1653년      | 계사 (癸巳) | 투언득(順德) 16년          | 현주(賢主) 5년 | 영력(永曆) 7년 |
| 2년  | 1654년      | 갑오 (甲午) | 투언득 17년                | 현주 6년       | 영력 8년       |
| 3년  | 1655년      | 을미 (乙未) | 투언득 18년                | 현주 7년       | 영력 9년       |
| 4년  | 1656년      | 병신 (丙申) | 투언득 19년                | 현주 8년       | 영력 10년      |
| 5년  | 1657년      | 정유 (丁酉) | 투언득 20년                | 현주 9년       | 영력 11년      |
| 6년  | 1658년      | 무술 (戊戌) | 투언득 21년                | 현주 10년      | 영력 12년      |

## 동시대 연호

### 베트남
막 왕조(莫朝)
- 투언득(順德) (1638년 ~ 1661년)

### 중국
청(淸)
- 순치(順治) (1644년 ~ 1661년)

남명(南明)
- 감국로(監國魯) (1645년 ~ 1653년)
- 정무(定武) (1646년 ~ 1663년)
- 영력(永曆) (1647년 ~ 1661년)

### 일본
- 조오(承應) (1652년 ~ 1655년)
- 메이레키(明曆) (1655년 ~ 1658년)

## 같이 보기
- 다른 왕조의 같은 연호
  - 대리국(大理國) 성덕(盛德, 1176년 ~ 1180년)

- 베트남의 연호